# Sophocles (программа)
Sophocles (англ. sophocles [ˈsɑːf ə kliːz], буквально — Софокл) – проприетарное программное обеспечение для операционных систем Windows, предназначенное для написания сценариев кинофильмов и телепрограмм. Первая версия программы стала доступна в 1999 году, отличительной особенностью которой было разделение основного окна на две части, что дало возможность одновременной работы с текстом сценария и его структурой.
Программа поддерживает стандартные (для Голливуда) сценарные форматы, в том числе нумерацию сцен, отслеживание и оформление изменений, автоматическое добавление MORE и CONT'D и так далее.
В 2008 году, без каких-либо официальных заявлений, развитие и поддержка программы прекратилась, что вызвало серьезные беспокойства среди пользователей. Причина такого поведения до сих пор не известна. К основным версиям закрытия проекта относят его продажу третьей стороне и смерть главного разработчика Тима Шихэна (Timothy Sheehan).
 

## Особенности программы
Помимо стандартных функций работы с текстом, программа оснащена отдельными модулями для набора текста, разработки истории, планирования, статистики,  составления бюджета. Работа с модулями осуществляется через отдельные вкладки, расположенные в основном окне Sophocles.

### Работа с текстом
В Sophocles реализован ряд функциональных особенностей, не характерных для классических текстовых процессоров, во многом значительно упрощающих работу сценариста.
Во время набора текста его форматирование осуществляется при помощи клавиш Tab и Enter. В зависимости от положения курсора и комбинации клавиш Tab и Enter формируются блоки сценария (описание действия, имя персонажа, реплика, ремарка и т.д.). В строке состояния выводится подсказка о возможных действиях в текущем контексте.
При наборе текста программа автоматически подсказывает и, при подтверждении пользователем, вводит текст некоторых блоков: заголовок сцены, время действия, имя персонажа и т.д.
Также в программе реализована функция автозамены, которая при вводе ключевых слов форматирует строку по заданному правилу. Например, при вводе слова инт. программа автоматически преобразует строку в блок заголовок сцены.
В отличие от большинства сценарных программ ранних версий, Sophocles корректно работает с алфавитами на основе кириллицы.

### Разработка истории
Структура истории в программе строится на основе описанных пользователем событий (Step), составляющих сюжет (Thread). При необходимости, события могут быть сгруппированы в эпизоды (Sequences) и акты (Acts).
События в программе представлены одновременно в двух вкладках – Step и Chrono. Во вкладке Chrono события выстраиваются в хронологическом порядке, в то время как в Step они упорядочены в порядке, необходимом для повествования истории, т.е. так, как они будут разворачиваться на экране.
Также программа оснащена инструментами визуализации истории при помощи гистограмм и социального графа.

### Планирование производства
Планирование съемочного процесса осуществляется во вкладке Schedule.   Интерфейс программы имитирует стандартное для голливудской киноиндустрии изделие Production board – раскладывающуюся папку со сценами, каждая из которых представлена отдельной полосой (Strip).
В Sophocles план съемок формируют путём упорядочения строк (т.е. сцен), группируя их по датам съемок. Планирование выполняют для каждой съемочной бригады с возможностью сохранения различных вариантов.
В программе реализована функция автоматического планирования (Auto-schedule) с возможностью выбора подходящего алгоритма.
Составленный план съемок оказывает прямое влияние на большую часть генерируемой документации и бюджет проекта (генеральную смету).

### Составление бюджета
В состав Sophocles входит полнофункциональный модуль для составления бюджета. Формат бюджета соответствует принятому стандарту в голливудской киноиндустрии с четырьмя уровнями детализации (top-sheet, table, account и account detail).
Готовый бюджет может быть экспортирован в форматы PDF или Microsoft Excel.  В случае последнего, в файле сохраняются все пользовательские переменные, формулы и ссылки, характерные для  электронных таблиц.

### Генерация документов
Sophocles генерирует полный комплект документов, необходимый для организации кинопроизводства. При подготовке документации учитывается вся информация, подготовленная ранее: разбивка сцен, план съемок, сроки доступности ресурсов, распределение обязанностей по бригадам и т.д.
Неполный список документов, генерируемый Sophocles:
- Графики занятости сотрудников и ресурсов (Day Out of Days)
- Вызывные листы (Call Sheets)
- Листы разбивки (Breakdown Sheets)
- Диалоги актеров на каждый съемочный день (Actor's sides)
- Списки ресурсов (List Resources)
- Карты сцен и эпизодов (Scene Cards)
- Сюжетные линии и события
- Производственные заметки

План съемок может быть представлен в следующих форматах:
- Стандартном (Standard)
- Последовательном (One-Line)
- В виде строк (Strip) для использования с Production board